# Cecilia Wentworth
Cecilia Wentworth, ou Cecilia de Wentworth, née Cecilia Elizabeth Smith vers 1853 à New York et morte le 27 août 1933 à Nice, est une artiste-peintre américaine ayant vécu en France, portraitiste et auteure de scènes de genre.

## Biographie
Cecilia Smith nait vers 1853 au sein d'une famille éminente de New York. Elle reçoit l'essentiel de son éducation dans des établissements religieux. En 1886, elle commence à étudier la peinture à Paris sous la direction d'Alexandre Cabanel et d'Édouard Detaille, peintre de scènes militaires. Ils seront les influences majeures sur son style de portraits. Elle épouse Josiah Winslow Wentworth, originaire lui aussi de New-York, vers 1887 à Paris. Elle reste citoyenne américaine bien que résidant le plus souvent en France.
En 1889, elle expose au  Salon des artistes français en tant que Mme. C. E. Wentworth, et continue à y exposer jusqu'en 1920. Elle y obtient une mention honorable en 1891,. Elle reçoit également des médailles lors de ses expositions à Lyon, Turin et Tours (1ère médaille d'or). En 1892 elle expose une grande toile Pour les Pauvres au Palais de l'Industrie, après avoir passé plusieurs mois dans un couvent pour saisir les religieuses au travail, thème de son œuvre. Elle expose La prière au Women's Building lors de l'Exposition universelle de Chicago en 1893. En 1898 elle expose Portrait du Cardinal Vaughan, archevêque de Canterbury, au salon de l'Union des femmes peintres et sculpteurs. 
En 1894, elle est nommée officier d'Académie. 
Elle tient atelier au 15 Avenue des Champs-Elysées. 
Elle réalise le portrait de certaines des personnalités les plus notables de son époque, dont le président Theodore Roosevelt, William Howard Taft, l'archevêque Corrigan et la reine Alexandra d'Angleterre (œuvre commandée par le roi d'Espagne). Son portrait du pape Léon XIII remporte une médaille de bronze à l'Exposition universelle de Paris en 1900. A cette occasion le pape lui confère le titre de Grand Commandeur de l'Ordre du Saint-Sépulcre, et la fait marquise papale. 
En 1901, elle est nommée officier de l'Instruction publique et chevalier de la Légion d'honneur,. Elle figure dans le livre Women Painters of the World de 1905.

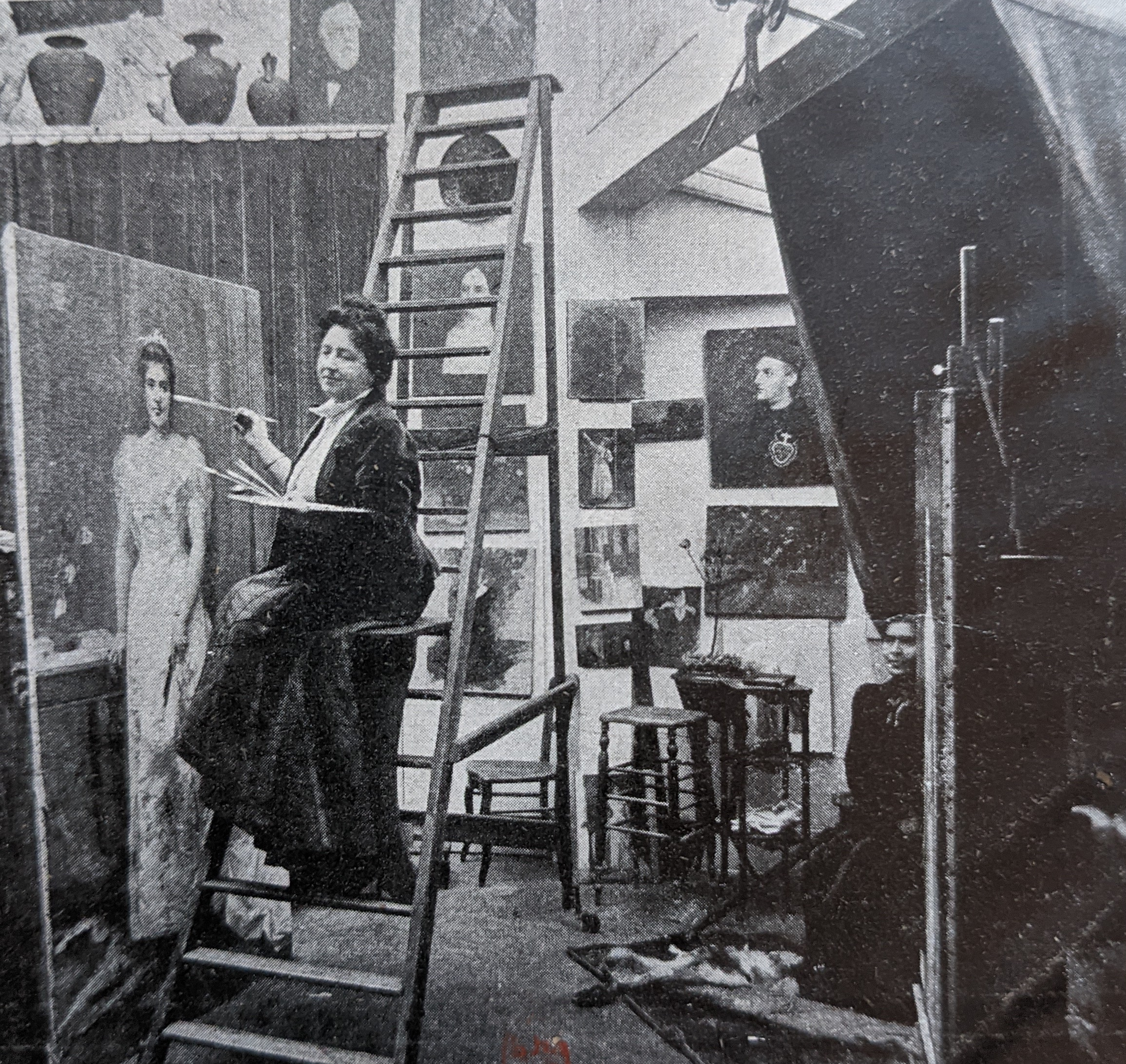
Madame la Marquise de Wentworth dans son atelier, cliché Cl. Brangé-Doyer vers 1920, fonds René Laruelle, Département des estampes et de la photographie, BNF.

En 1918, elle réalise un portrait grandeur nature du général John J. Pershing se tenant avec confiance devant un décor de paysages européens dévastés. 
Son mari meurt à Neuilly-sur-Seine le 17 février 1932, la laissant dans la pauvreté. Elle meurt le 27 août 1933 à l'hôpital Saint Roch de Nice, elle habitait alors au 53 Boulevard de Cimiez,. L'Ambassade américaine à Paris prend en charge les frais de ses funérailles.
Des œuvres de Cecilia de Wentworth sont acquises par le Metropolitan Museum of Art de New York (portrait du général G.B. McClellan), la Corcoran Gallery of Art de Washington D.C., le Musée du Luxembourg, le Musée du Vatican (portrait de Léon XIII), le musée du domaine national de Versailles (portrait du général Pershing, acheté au Salon de 1920 par l'État). 

## Distinctions
- Officier d'académie
- Officier de l'Instruction publique
- Chevalière de la Légion d'honneur (1901)

## Tableaux

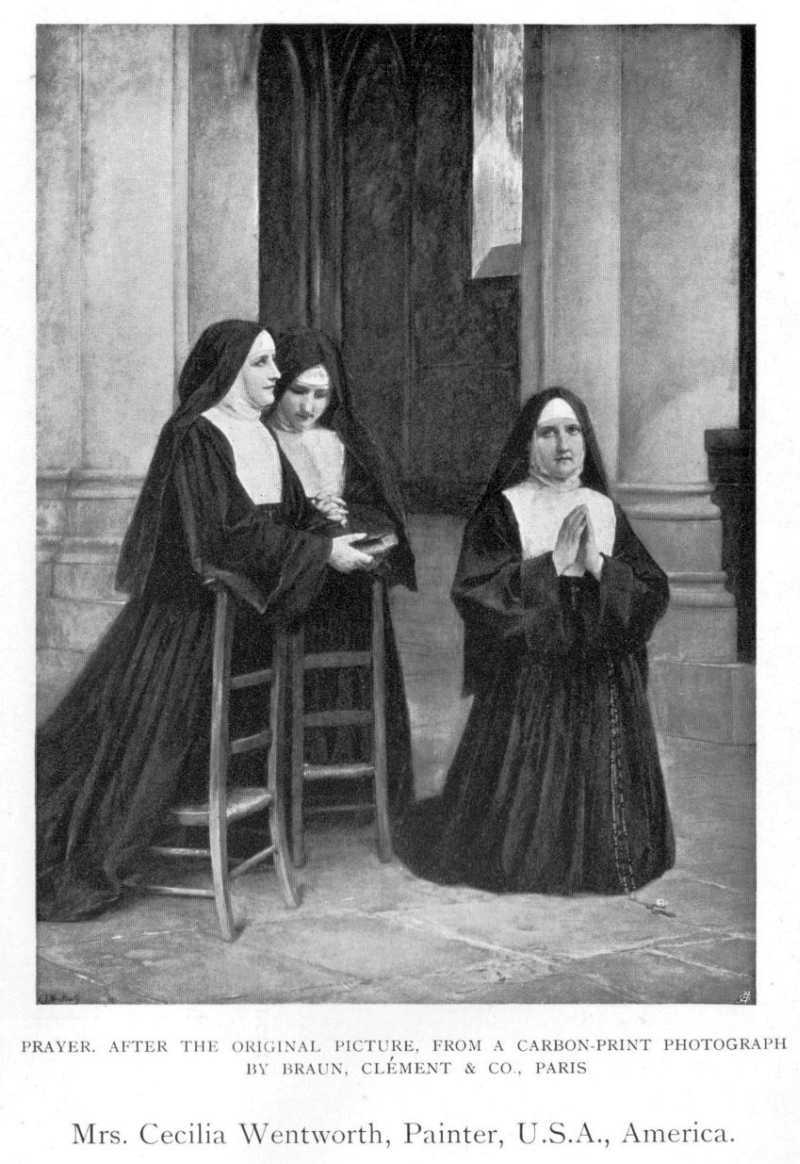
Cecilia Wentworth, La prière, 1893. Photographie par Braun, Clément et C^{ie}, Paris.

- Dévotion à Saint Antoine de Padoue

- Portrait de Challemel-Lacour, non localisé[12]
- vers 1900 Portrait de Germaine Combes[13], mairie de Pons.
- vers 1893, La Foi, exposé au Salon des Artistes Français en 1893[14], dessin préparatoire au musée du Louvre département des Arts graphiques[15], en dépôt à l'église de Saint-Eustache la Forêt, Seine-Maritime[16]
- vers 1910, Portrait du brigadier général Clarence R. Edwards, "Chief of Insular", exposé au Salon des Artistes Français de 1910[17]

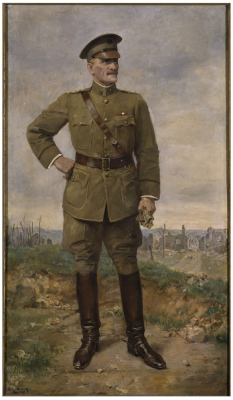
Cecilia Wentworth, Portrait du général Pershing, huile 234 x 1345 cm, 1918

- Cecilia Wentworth, Portrait du général Pershing, huile 234 x 1345 cm, 19181918, Le maréchal Pershing, musée national des châteaux de Versailles et de Trianon[18], en dépôt au Musée franco-américain du château de Blérancourt[19]